# Sakhdar
Sakhdar (persiska: سخدر) är en ort i Iran.   Den ligger i provinsen Khorasan, i den nordöstra delen av landet, 700 km öster om huvudstaden Teheran. Sakhdar ligger 1 427 meter över havet och antalet invånare är 381.
Terrängen runt Sakhdar är varierad.Runt Sakhdar är det ganska tätbefolkat, med 56 invånare per kvadratkilometer. Närmaste större samhälle är Darrūd, 4,0 km nordost om Sakhdar. Omgivningarna runt Sakhdar är i huvudsak ett öppet busklandskap.